# Indios de Ciudad Juárez (baloncesto)
Para el equipo de béisbol, véase Indios de Ciudad Juárez (béisbol).
Para el equipo de fútbol, véase Club de Fútbol Indios.
Los Indios de Ciudad Juárez fue un equipo que participó en la Liga Nacional de Baloncesto Profesional, en la Liga de Básquetbol Estatal de Chihuahua y en la Liga Premier de Baloncesto; con sede en Ciudad Juárez, Chihuahua, México.

## Historia
Los Indios de Ciudad Juárez tienen sus inicios en el desaparecido Circuito Mexicano de Básquetbol.
El equipo regresó a la LNBP para la temporada 2015-2016.
El equipo no participará para la temporada 2017-2018. El anuncio se dio 8 días antes de que iniciara la temporada.
El equipo de los Indios, dirigidos por el reconocido entrenador Alejandro Flores más conocido como el kobe, regresaron a la dulea en el 2019. compitendo en la liga [lbe.com.mx] quedando en cuarto lugar.

## Jugadores

### Roster
| Indios de Ciudad Juárez Temporada 2025 |    |                           |                                           |
| C U E R P O T É C N I C O              |    |                           |                                           |
| Entrenador                             |    | Bandera de México         | Enrique Alejandro Zúñiga Castro           |
| Asistente                              |    | Bandera de México         | Oscar Rosales                             |
| Asistente                              |    | Bandera de México         | Carlos Ochoa                              |
| J U G A D O R E S                      |    |                           |                                           |
| Alero                                  | 1  | Bandera de Estados Unidos | Gabriel Alexander McGray (Baja)           |
| Alero                                  | 2  | Bandera de Estados Unidos | Tomás Davin Larsen Nuno                   |
| Escolta                                | 3  | Bandera de Estados Unidos | Nathan Hoover                             |
| Alero                                  | 5  | Bandera de México         | Jesús Vázquez Morales                     |
| Alero                                  | 7  | Bandera de México         | Juan José Flores Mendoza                  |
| Ala-Pívot                              | 8  | Bandera de México         | Irwin Raúl Ávalos Bonilla                 |
| Base                                   | 11 | Bandera de México         | Carlos Ramsés Suárez Rodríguez            |
| Pívot                                  | 12 | Bandera de Estados Unidos | Eric Garcia Thompson Jr.                  |
| Pívot                                  | 13 | Bandera de México         | Fernando de Jesus Benitez Gomez           |
| Alero                                  | 21 | Bandera de Estados Unidos | Daniel Alejandro Soto Pozo                |
| Escolta                                | 22 | Bandera de México         | Eliud Iván Esparza Ramírez (Inactivo)     |
| Escolta                                | 24 | Bandera de México         | Héctor René Esparza Ramírez (Inactivo)    |
| Alero                                  | 33 | Bandera de México         | José Carlos Zesati Espinoza               |
| Pívot                                  | 37 | Bandera de México         | Emmanuel Isabel Trinidad Arias (Inactivo) |
| Base                                   | 45 | Bandera de México         | Ricardo Calatayud Ávila                   |
| Escolta                                | 55 | Bandera de Estados Unidos | Alahjan Jamal Banks                       |
| = Capitán                              |    |                           |                                           |

 =  Cuenta con nacionalidad mexicana. 

### Jugadores destacados
- Raymundo Muñoz